# سازمان تحقیقات فضایی اروپا

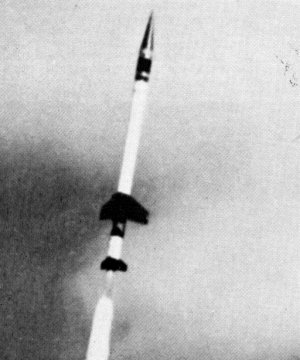
Skylark انگلیسی یکی از اصلی‌ترین راکت‌های صدایی بود که توسط ESRO مورد استفاده قرار گرفت.

سازمان تحقیقات فضایی اروپا (ESRO) یک سازمانی بین‌المللی بود که با هدف پیگیری مشترک تحقیقات علمی در فضا توسط 10 کشور اروپایی در سال ۱۹۶۴ شد. ESRO، به عنوان یک سازمان مبتنی بر یک م مؤسسه علمی بین‌المللی بانام CERN که در گذشته موجود بود، بنا شده بود. کنوانسیون ESRO، به عنوان مرجع اسناد تأسیس سازمانها، موجودست این سازمان را منحصراً برای فعالیت در زمینه‌های علمی اختصاص داده‌است. این امر در بیشتر عمر سازمان وجود داشت اما در سالهای آخر قبل از تشکیل ESA، آژانس فضایی اروپا، ESRO برنامه ای را در زمینه ارتباطات از راه دور آغاز کرد. در نتیجه، ESA نهادی عمدتاً متمرکز بر علم نیست بلکه بر ارتباطات از راه دور، مشاهده زمین و سایر فعالیتهای انگیزشی تمرکز دارد. ESRO در سال ۱۹۷۵ با ELDO ادغام شد و آژانس فضایی اروپا را تشکیل داد.